# Vasilij Perov
Vasilij Grigorjevitj Perov (russisk: Василий Григорьевич Перов, født 2. januar 1833 i Tobolsk, død 10. juni 1882 i Moskva) var en russisk maler. Perov, uægte søn af baron Grigorij Karlovitj Kridener (russisk: Григорий Карлович Криденер) (navnet Perov fik han for sin skrivefærdighed), elev af Moskvas Kunstskole og videre uddannet i Paris, var en af de første, der bragte det sociale tendensbillede ind i russisk kunst. Megen opsigt vakte Politimandens Ankomst (1858). I malerier, svage i kolorit, stærke i karakteristik og anlagte på moraliseren, skildrede han med humor eller hvas alvor den fordrukne russiske landgejstlighed. På sine ældre og svagelige dage udførte Perov, der overhovedet var stærkt produktiv, en del religiøse og historiske arbejder. Også portrætter. Billeder af Perov findes i Tretjakovgalleriet i Moskva.
Vasilij Perov var med i Vandremalerne.

## Ekstern henvisning og kilde
- Perov, Wassilij Grigorjevitsch i Salmonsens Konversationsleksikon (2. udgave, 1925), bind 19, side 6, skrevet af amtsforvalter Axel Holck

1. ↑  Navnet er anført på slovensk og stammer fra Wikidata hvor navnet endnu ikke findes på dansk.
2. ↑  Navnet er anført på engelsk og stammer fra Wikidata hvor navnet endnu ikke findes på dansk.